# Can Valldaura Nou
Can Valldaura és una masia situada a prop del Forat del Vent a la zona del Turó de Valldaura (Collserola), al terme municipal de Cerdanyola del Vallès (Vallès Occidental). És situat el jou o coll que comunica Horta amb Cerdanyola. Va ser construïda a mitjan segle xix amb antics elements de l'antic monestir cistercenc de Palau de (Santa Maria de) Valldaura, fundat l'any 1150 i origen de la comunitat de Santes Creus. El monestir i posterior palau reial fou residència ocasional de diferents comtes de Barcelona i reis, com Martí l'Humà, Jaume el Just, Joan I, Alfons III o Pere III.
La masia de can Valldaura fou construïda l'any 1888 per l'industrial fariner Francesc Guardiola. Les pedres per la construcció de la masia van ser aprofitades de les restes del palau reial. El rei Joan II va vendre la propietat a Ferran de Rebolledo. Com a masia va decaure sobretot durant la segona meitat del segle xx. Actualment és la seu de l'Institut d'arquitectura avançada de Catalunya. Ha estat restaurada.
És un edifici aïllat, format per planta baixa, un pis i golfes. Té estructura basilical, amb coberta de teula a dos vessants, a dos nivells. La façana d'accés, orientada a migdia, presenta una estructura simètrica, amb un cos annex a la banda dreta. Les obertures són en general d'arc de mig punt; a la planta baixa i al primer pis n'hi ha tres i, al pis de les golfes, una de sola. El cos de la dreta té obertures d'arc escarser. A la façana de llevant hi ha una galeria-mirador.